# ویوریکا نکولای
ویوریکا نکولای (انگلیسی: Viorica Neculai؛ زادهٔ ۶ february ۱۹۶۷ (۵۸ سال)) ورزشکار روئینگ اهل رومانی است.
وی در مسابقات کشوری و بین‌المللی در مجموع برندهٔ ۲ مدال طلا، ۱ مدال نقره، ۲ مدال برنز شده‌است.